# Trostniza
Trostniza (russisch Тростница) ist ein Weiler (chutor) in der Oblast Kursk in Russland. Es gehört zum Rajon Konyschowka und zur Landgemeinde (selskoje posselenije) Prilepski selsowjet.

## Geographie
Der Ort liegt gut 62,5 km Luftlinie westlich des Oblastverwaltungszentrums Kursk im südwestlichen Teil der Mittelrussischen Platte, 3 km südlich des Rajonverwaltungszentrums Konyschowka, 4,5 km vom Sitz des Dorfsowjet – Prilepy, 60 km von der Grenze zwischen Russland und der Ukraine, im Becken des Prutischtsche (im Becken des Seim).

### Klima
Das Klima im Ort ist wie im Rest des Rajons kalt und gemäßigt. Es gibt während des Jahres eine erhebliche Niederschlagsmenge. Dfb lautet die Klassifikation des Klimas nach Köppen und Geiger.

## Bevölkerungsentwicklung
| Jahr | Einwohner |
| ---- | --------- |
| 2002 | 13        |
| 2010 | 4         |

Anmerkung: Volkszählungsdaten

## Verkehr
Trostniza liegt 57 km von der Fernstraße föderaler Bedeutung M3 „Ukraina“ (Moskau – Kaluga – Brjansk – Grenze zur Ukraine), 46 km von der Straße M2 „Krim“ (Moskau – A142/Trosna – Grenze zur Ukraine), 43 km von der Straße A 142 (Trosna – M3 Ukraina), 28 km von der Straße regionaler Bedeutung 38K-038 (Fatesch – Dmitrijew), 1,5 km von der Straße 38K-005 (Konyschowka – Schigajewo – 38K-038), 2,5 km von der Straße 38K-023 (Lgow – Konyschowka), 1 km von der Straße interkommunaler Bedeutung 38N-134 (38K-005 – Sacharkowo) und 2,5 km von der nächsten Eisenbahnhaltestelle 565 km (Eisenbahnstrecke Nawlja – Lgow-Kijewskij) entfernt.
Der Ort liegt 157 km vom internationalen Flughafen von Belgorod entfernt.